# 1910 en sport
Cet article présente les faits marquants de l'année 1910 en sport.

## Baseball
- Les Philadelphia Athletics remportent les World Series face aux Chicago Cubs

## Cricket
- Le Kent est champion d’Angleterre.
- South Australia gagne le championnat australien, le Sheffield Shield.

## Cyclisme
- 13 février : inauguration du « Vél d'hiv » à Paris.
- Le Français Octave Lapize s'impose dans le Paris-Roubaix.
- Tour de France (3 juillet au 31 juillet) : Octave Lapize remporte le Tour devant François Faber et Gustave Garrigou. À noter à l’occasion de cette 8e édition du Tour le premier franchissement des Pyrénées.
  - Article détaillé : Tour de France 1910
- Tour de France des Indépendants 1910 (7 août au 4 septembre) : aussi connue sous le nom de Tour de France Peugeot-Wolber, l'épreuve rassembla plus de 500 compétiteurs sur plus de 3 000 km. Cette première édition fut remportée par René Guénot.

## Football
- Aston Villa champion d’Angleterre.
- Celtic FC est champion d’Écosse.
- Cliftonville FAC est champion d'Irlande.
- La Royale Union Saint-Gilloise est championne de Belgique de football.
- 24 mars : fondation dans la ville lombarde de Crémone du club de football italien de l'US Cremonese.
- 9 avril : à Londres, l'Angleterre (Amateurs) bat la Suisse 6-1.
- 10 avril : FC Barcelone remporte la Coupe d’Espagne.
- 20 avril : Dundee FC gagne la Coupe d’Écosse en s’imposant en finale face à Clyde FC, 2-1.
- 24 avril : Inter Milan champion d’Italie en s'imposant en finale nationale 10-3 face à Pro Vercelli.
- 28 avril : Newcastle UFC remporte la Coupe d’Angleterre face à Barnsley FC, 2-0.
- 1er mai : l’US Tourcoing est champion de France USFSA en s'impsant en finale au Parc des Princes face au Stade helvétique de Marseille, 7-2.
- 6 mai : le Racing Club Luxembourg est sacré premier champion du Luxembourg. Cette compétition qui réunissait 9 clubs avait débuté le 12 décembre 1909.
- 15 mai :
  - Pour le premier match international de son histoire, l'Italie défie la France à Milan et s'impose facilement face à une équipe désorganisée (6-2).
  - Karlsruher SC champion d’Allemagne en s'imposant en finale face à Holstein Kiel.
- 29 mai : le Patronage Olier est champion de France CFI en s'imposant en finale du Trophée de France 2-0 face à CA Vitry.
- Les Young Boys de Berne remportent le Championnat de Suisse.
- 3 juillet : Les Young Boys de Berne remportent la Coupe de Suisse face au FC Saint-Gall, 7-0.
- 6 novembre : Alumni champion d'Argentine.
- 13 novembre : le Stade helvétique de Marseille — l'autre club de football de Marseille représentant de la colonie suisse établie dans la cité phocéenne — plusieurs fois « champion du littoral » remporte 3-1 le premier derby « marseillais » face à l'Olympique de Marseille, devant plus d'un millier de spectateurs au stade de l'Huveaune.
- 20 novembre : Palmeiras champion de l'État de Sao Paulo (Brésil).

## Football canadien
- Coupe Grey : Université de Toronto 16, Tigers de Hamilton 7

## Golf
- Le Britannique James Braid remporte le British Open.
- L’Américain Alex Smith remporte l’US Open.

## Hockey sur glace
- HC La Villa gagne le championnat de Suisse.
- Les Wanderers de Montréal remportent la Coupe Stanley.
- La Grande-Bretagne remporte le premier championnat d'Europe

## Joute nautique
- Louis Vaillé (dit lou mouton) remporte le Grand Prix de la Saint-Louis à Cette.

## Rink hockey
- Premier match international à Dublin opposant l'Angleterre à l'Irlande et remporté 7 à 2 par l'Angleterre.

## Rugby à XIII
- Leeds remporte la Challenge Cup anglaise.
- Oldham est champion d’Angleterre.

## Rugby à XV
- La France est admise à jouer ce qui devient le Tournoi des Cinq Nations, remporté cette année-là par l’Angleterre avec le premier Petit chelem.
- 1er janvier : rencontre d'ouverture du Tournoi 1910 à Swansea où le pays de Galles reçoit la France pour le premier match de celle-ci dans le Tournoi.
- Le FC Lyon est champion de France.
- Le Gloucestershire est champion d’Angleterre des comtés.

## Tennis
- 20e édition du championnat de France :
  - Le Français Maurice Germot s’impose en simple hommes.
  - La Française Jeanne Matthey s’impose en simple femmes.
- 34e édition du Tournoi de Wimbledon :
  - Le Néo-Zélandais Anthony Wilding s’impose en simple hommes.
  - La Britannique Dorothea Lambert Chambers en simple femmes.
- 30e édition du championnat des États-Unis :
  - L’Américain Bill Larned s’impose en simple hommes.
  - L’Américaine Hazel Hotchkiss s’impose en simple femmes.

## Naissances
- 20 janvier : Martha Norelius, nageuse américaine († 23 septembre 1955).
- 22 mai : Marcel Kauffmann, footballeur français (17 septembre 1969).
- 16 juillet : Stan McCabe, joueur de cricket australien, 39 sélections en test cricket de 1930 à 1938. († 25 août 1968).
- 23 août : Giuseppe Meazza, footballeur italien, champion du monde en 1934 et en 1938. († 21 août 1979).
- 8 octobre : Henri Hiltl (Heinrich Hiltl), footballeur français d'origine autrichienne. († 25 novembre 1982).
- 11 octobre : Kader Firoud, footballeur français (3 avril 2005).
- 28 octobre : Marie Dollinger, athlète allemande, († 10 août 1995).
- 10 novembre : Raoul Diagne, footballeur français. († 12 novembre 2002).
- 11 novembre : Leônidas da Silva, footballeur brésilien (24 janvier 2004).